# 겨울철 독거 노인
"겨울철 독거 노인"(영어: The Winter Of An Solitary Lady)은 대한민국에서 제작된 이정현 감독의 2004년 드라마 영화이다. 또한 겨울철 독거 노인에는 유창숙 등이 주연으로 출연하였다.

## 출연

### 주연
- 유창숙
- 권정호
- 김기선

## 기타
- 조명: 김지훈
- 녹음: 고진성
- 믹싱: 김남수
- 작곡: 김명종
- 미술: 안진희